# Grades de l'Armée française
Les grades des Forces armées françaises (Armée de l'air et de l'espace, Armée de terre, Marine nationale, Gendarmerie nationale, les services de soutien et les organismes interarmées) et des formations rattachées sont identiques d’un point de vue statutaire et protocolaire, car définis par le statut général des militaires français. Seuls les appellations et les insignes diffèrent suivant les armées, les services et parfois même les armes ce qui constitue les hiérarchies particulières.
Les sapeurs-pompiers civils (volontaires et professionnels), bien que n’étant pas militaires, ont des grades et des insignes de grade semblables à ceux de l’Armée de terre. Leur hiérarchie s’insère cependant totalement dans celle de la fonction publique territoriale, dont ils font partie.

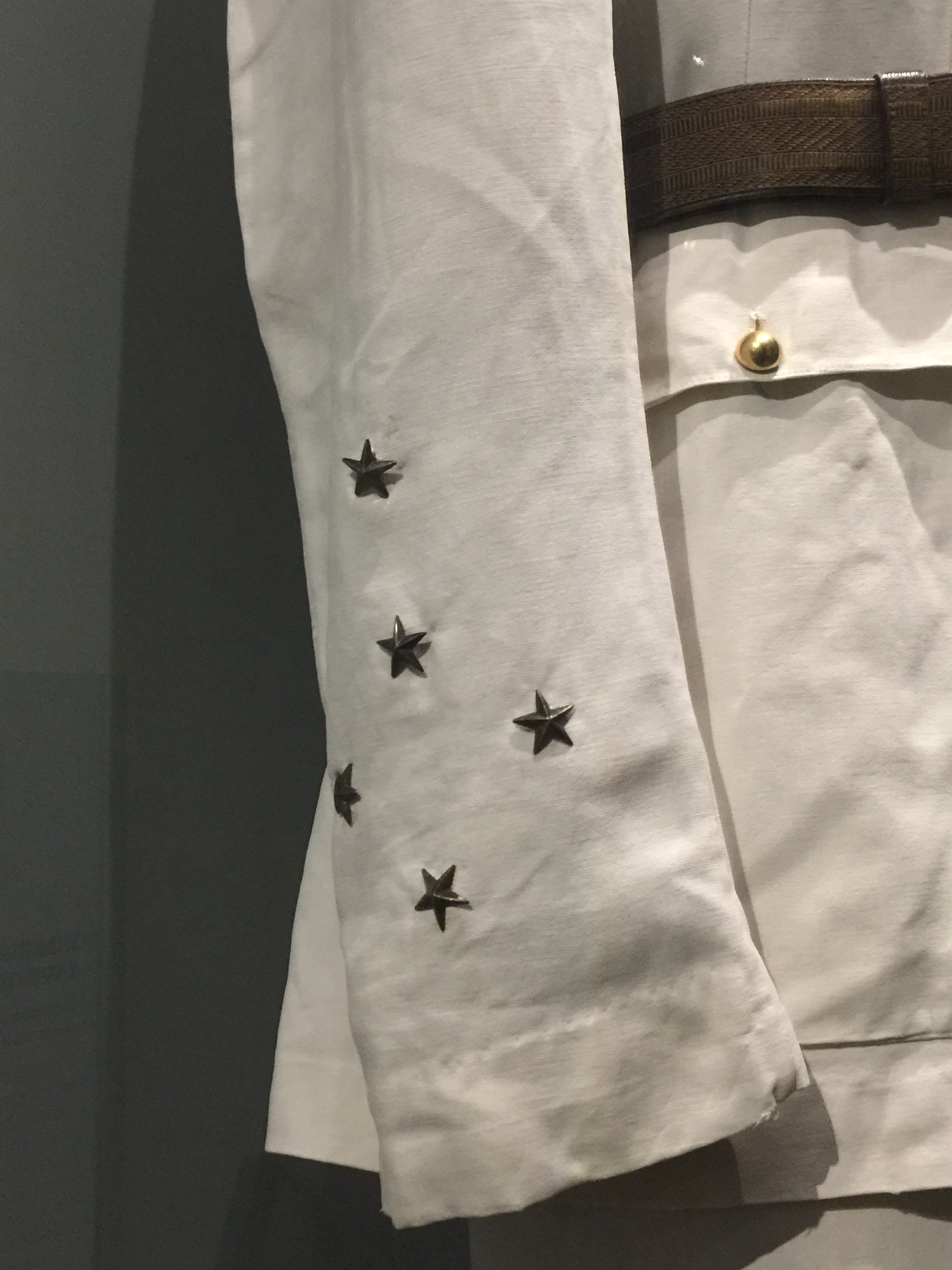
Le général d'armée et l'amiral sont les plus hauts grades de l’armée française.

Les forestiers et fonctionnaires de l'Environnement, bien que n'étant plus militaires depuis 1945, ont toujours des insignes de grades semblables à ceux de l'armée, hérités du corps des chasseurs forestiers, de même que les fonctionnaires de la douane, héritiers de la Douane militaire. Leurs hiérarchies s’insèrent cependant dans celle de la fonction publique d'État civile et les appellations sont devenues très différentes au fur et à mesure du temps.
| Marine nationale                                  | Armée de terre Armée de l'air et de l'Espace Gendarmerie nationale  |
| Officiers généraux                                | Officiers généraux                                                  |
| ------------------------------------------------- | ------------------------------------------------------------------- |
| Amiral                                            | Général d'armée (aérienne)                                          |
| Vice-amiral d'escadre                             | Général de corps d'armée (de corps aérien)                          |
| Vice-amiral                                       | Général de division (aérienne)                                      |
| Contre-amiral                                     | Général de brigade (aérienne)                                       |
| Officiers supérieurs                              |                                                                     |
| Capitaine de vaisseau                             | Colonel                                                             |
| Capitaine de frégate                              | Lieutenant-colonel                                                  |
| Capitaine de corvette                             | Commandant / chef d'escadron / chef d'escadrons / chef de bataillon |
| Officiers subalternes                             |                                                                     |
| Lieutenant de vaisseau                            | Capitaine                                                           |
| Enseigne de vaisseau 1                            | Lieutenant                                                          |
| Enseigne de vaisseau 2                            | Sous-lieutenant                                                     |
| Aspirant                                          |                                                                     |
| Aspirant                                          | Aspirant                                                            |
| Sous-officiers et officiers mariniers supérieurs  |                                                                     |
| Major                                             | Major                                                               |
| Maître principal                                  | Adjudant-chef                                                       |
| Premier maître                                    | Adjudant                                                            |
| Sous-officiers et officiers mariniers subalternes |                                                                     |
| Maître                                            | Sergent-chef / Maréchal des logis-chef                              |
|                                                   | Gendarme                                                            |
| Second maître                                     | Sergent / Maréchal des logis                                        |
| Militaires du rang                                |                                                                     |
| Quartier-maître de 1re classe                     | Caporal-chef / Brigadier-chef                                       |
| Quartier maître de 2de classe                     | Caporal / Brigadier                                                 |
| Matelot                                           | Première classe / Gendarme adjoint 1re classe                       |
| Mousse                                            | Soldat / Aviateur / Gendarme adjoint 2e classe                      |

## Hiérarchie militaire générale
La hiérarchie militaire générale. est subdivisée en quatre grandes catégories regroupant les militaires du rang, les sous-officiers et officiers mariniers, les officiers et les maréchaux de France et amiraux de France.

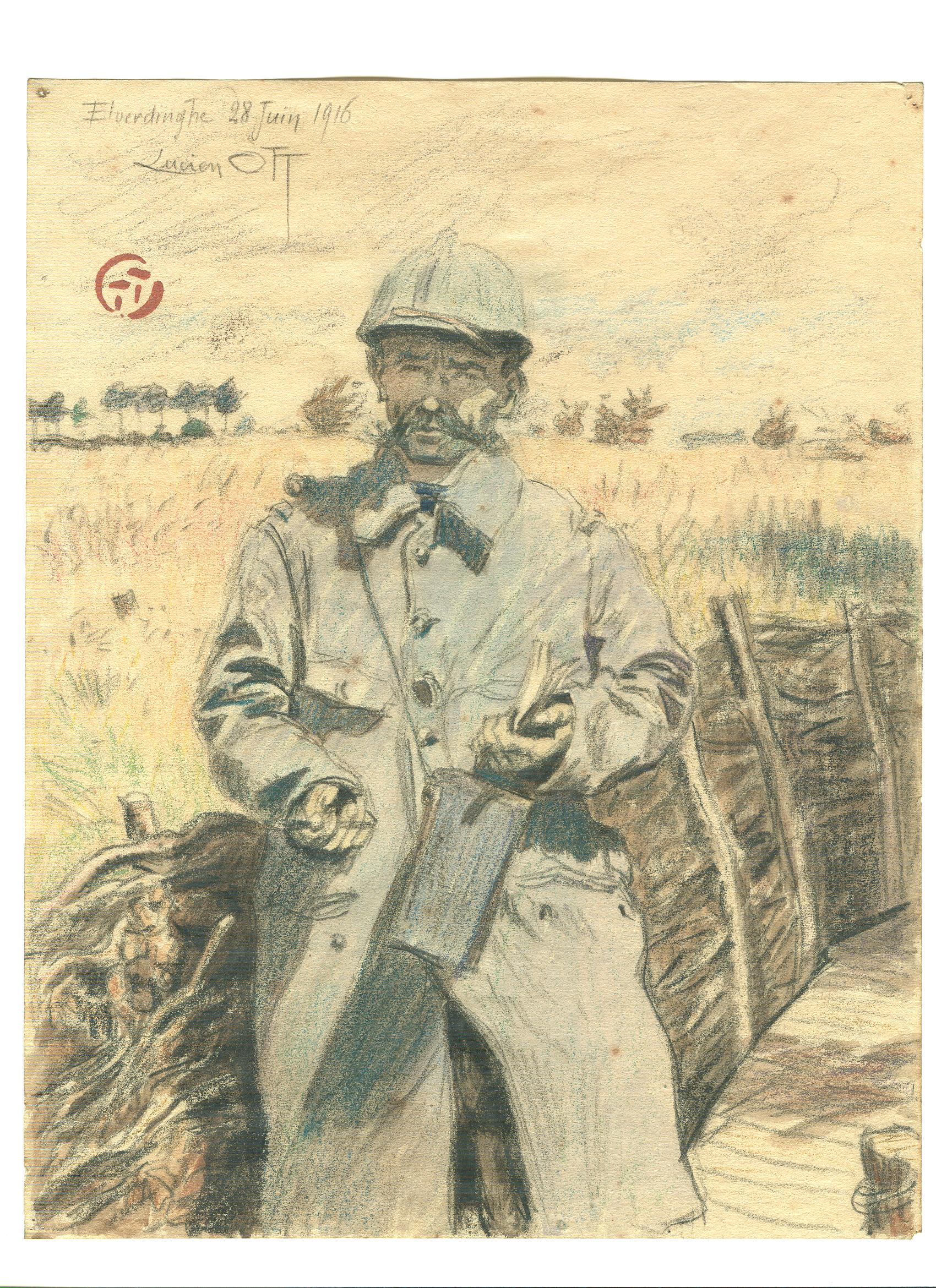
Portrait du caporal Rousset, par Lucien Ott (1916).

Les grades des militaires du rang sont :
- soldat ou matelot ;
- caporal ou quartier-maître de 2e classe ;
- caporal-chef ou quartier-maître de 1re classe.

Les grades des sous-officiers et des officiers mariniers sont :
- sergent ou second maître ;
- sergent-chef ou maître ;
- adjudant ou premier maître ;
- adjudant-chef ou maître principal ;
- major.

Dans la Gendarmerie, le grade de gendarme prend place entre le grade de sergent et celui de sergent-chef.
Les grades des officiers sont :
- sous-lieutenant ou enseigne de vaisseau de 2e classe ;
- lieutenant ou enseigne de vaisseau de 1re classe ;
- capitaine ou lieutenant de vaisseau ;
- commandant ou capitaine de corvette ;
- lieutenant-colonel ou capitaine de frégate ;
- colonel ou capitaine de vaisseau ;
- général de brigade, général de brigade aérienne ou contre-amiral ;
- général de division, général de division aérienne ou vice-amiral.

Les généraux de division, les généraux de division aérienne et les vice-amiraux peuvent respectivement recevoir rang et appellation de général de corps d'armée, de général de corps aérien ou de vice-amiral d'escadre et de général d'armée, de général d'armée aérienne ou d'amiral.
La hiérarchie militaire générale comporte également le grade d’aspirant qui se situe entre les grades de major et de sous-lieutenant ou enseigne de vaisseau de 2e classe. Les aspirants sont soumis aux dispositions applicables aux officiers pour ce qui concerne la discipline générale militaire, les sanctions disciplinaires et professionnelles, la suspension de fonctions, les récompenses, le commandement, la notation, les fonds de prévoyance et l'accès aux cercles et mess. Dans les autres domaines, les aspirants sont soumis aux dispositions applicables aux sous-officiers et officiers mariniers.

## Maréchal de France et Amiral de France
La dignité d’amiral de France a été supprimée et rétablie plusieurs fois au cours du XIXe siècle. Au XXe siècle, la dignité de maréchal de France a été rétablie pendant la Première Guerre mondiale.
Les quatre derniers maréchaux de France furent Alphonse Juin (1888-1967), élevé à la dignité de maréchal en 1952 et dernier maréchal de son vivant, Jean de Lattre de Tassigny (1889-1952) et Philippe Leclerc de Hauteclocque (1902-1947), qui le furent à titre posthume la même année, et Marie-Pierre Kœnig (1898-1970), qui le fut à titre posthume en 1984. Le dernier amiral de France est François Thomas Tréhouart (1798-1873) qui le fut en 1869.
Le symbole du maréchalat — outre les 7 étoiles portées sur l’uniforme — est le bâton de velours bleu parsemé d’étoiles sur lequel est écrit : « Terror belli, decus pacis » (Terreur durant la guerre, décoration durant la paix). Les boutons de leur uniforme sont ornés de deux bâtons étoilés en sautoir reliés par un ruban, ceints de lauriers.
La dignité de maréchal ne peut être conférée qu'à un officier général ayant commandé victorieusement en temps de guerre. À noter que maréchal n'est pas un grade mais une dignité dans l’État.

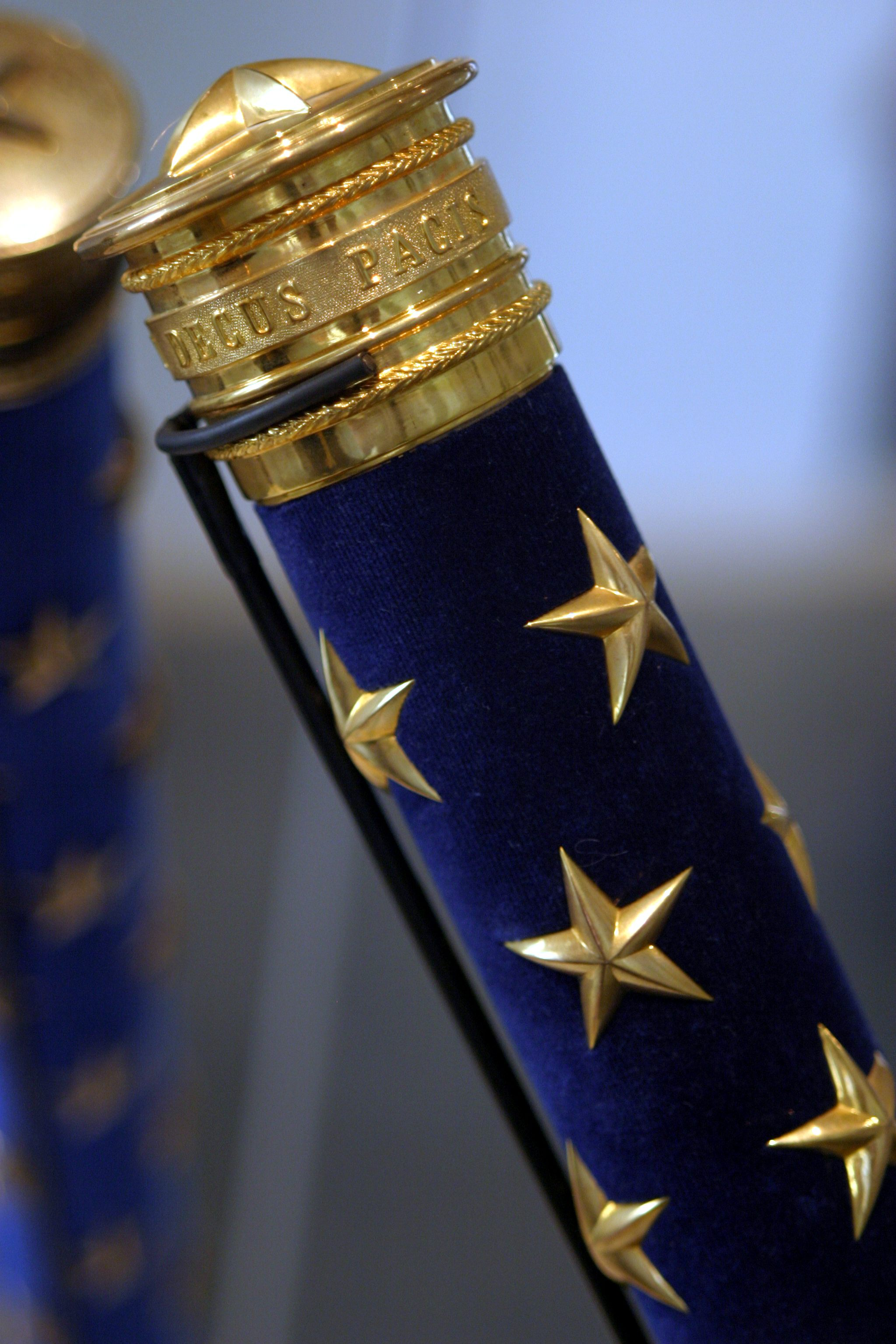
Bâton de Maréchal de France
Maréchal de France
Amiral de France

## Service de santé des armées (SSA)

### Médecins, pharmaciens, chirurgiens-dentistes, vétérinaires et internes des hôpitaux
Les praticiens des armées sont constitués en cinq corps d'officiers de carrière comprenant :
- les internes des hôpitaux des armées ;
- les médecins des armées ;
- les pharmaciens des armées ;
- les vétérinaires des armées ;
- les chirurgiens-dentistes des armées.

La hiérarchie des corps de praticiens des armées comporte, par correspondance aux grades de la hiérarchie militaire générale, les grades suivants,
- officiers généraux :
  -  Médecin/pharmacien/chirurgien-dentiste/  Vétérinaire chef des services hors classe
  -  Médecin/pharmacien/chirurgien-dentiste/  Vétérinaire chef des services de classe normale

Les médecins/pharmaciens/chirurgiens-dentistes/vétérinaires chefs des services hors classe et de classe normale ayant un emploi de direction, de commandement ou d'inspection portent 4, 3 ou 2 étoiles pour prendre rang et appellation :
- -  Médecin général des armées[N 2]
  -  Médecin/pharmacien/chirurgien-dentiste/vétérinaire général inspecteur
  -  Médecin/pharmacien/chirurgien-dentiste/vétérinaire général
- officiers subalternes et supérieurs :
  -  Médecin/pharmacien/chirurgien-dentiste/vétérinaire en chef à partir du 4e échelon
  -  Médecin/pharmacien/chirurgien-dentiste/vétérinaire en chef
  -  Médecin/pharmacien/chirurgien-dentiste/vétérinaire principal
  -  Médecin/pharmacien/chirurgien-dentiste/vétérinaire
  -  Interne[N 3]
- élèves :
  -  Aspirant médecin/pharmacien/chirurgien-dentiste/vétérinaire (à partir de la 2e année)
  -  Élève-officier médecin/pharmacien/chirurgien-dentiste/vétérinaire (1re année)

Les médecin/pharmacien/chirurgien-dentiste/vétérinaire des services ayant reçu rang et prérogatives de général de brigade ou de division sont appelés monsieur (ou madame) le médecin/pharmacien/chirurgien-dentiste/vétérinaire général. Les autres officiers médecins/pharmaciens/chirurgiens-dentistes/vétérinaires des services sont appelés  monsieur (ou madame) le  suivi de leur grade sans énoncé de leur classe. Les internes et les officiers sont appelés réglementairement monsieur le ou madame le suivi du grade. Ils peuvent également être appelés par les appellations de la hiérarchie militaire générale lorsqu'ils servent au sein des forces terrestres ou aériennes. Ils sont aussi appelés simplement Monsieur le Docteur ou Madame la Doctoresse par les patients dans le cadre de leur activité professionnelle.
Comme illustré ci-dessus, les galons des médecins et chirurgiens sont « or, passepoilés de velours cramoisi ». Leur attribut est un bâton d'Asclépios soutenu par une demi-couronne de chêne et de laurier, or.
 Les galons des pharmaciens sont « or, passepoilés de velours vert ». Leur attribut est un bâton d'Asclépios soutenu par une demi-couronne de chêne et de laurier, or.
 Les galons des chirurgiens-dentistes sont « or, passepoilés de velours prune ». Leur attribut est un bâton d'Asclépios soutenu par une demi-couronne de chêne et de laurier, or.
 Les galons des vétérinaires portant le treillis ou affectés dans une unité de l’Armée de terre et portant la tenue terre de France sont « argent, passepoilés de velours grenat ». Leur attribut est une couronne de branches de sauge, argent.
 Les galons des vétérinaires portant la tenue interarmées sont « or, passepoilés de velours grenat ». Leur attribut est une couronne de branches de sauge, or.
Dans l’Armée de terre, les bandeaux de leur képi sont de la même couleur que le passepoil de leurs galons. Cependant, les officiers servant dans les troupes de marine sont autorisés à porter une ancre de marine sur le bandeau du képi ainsi que les turban et calot de couleur bleu foncé ; les officiers servant dans la Légion étrangère peuvent porter la grenade « Légion » sur le bandeau. Ceux qui sont affectés dans les unités de la Gendarmerie nationale ont une grenade « à bois de cerf » sur le bandeau, qui est de velours et de la couleur correspondant à leur spécialité ; le reste du képi est du modèle de la Gendarmerie, avec fond bleu gendarmerie et galon d'élite.

### Militaires infirmiers et techniciens des hôpitaux des armées (MITHA)
Les militaires infirmiers et techniciens des hôpitaux des armées (MITHA) sont du personnel médical paramédical et périmédical dont le statut est calqué sur celui de la fonction publique hospitalière mais ressortit simultanément au statut général des militaires. La hiérarchie particulière des MITHA ne comporte pas d'assimilation avec la hiérarchie militaire générale mais portent des galons d'apparence de la hiérarchie militaire générale afin de pouvoir reconnaître leur positionnement pour l'application des obligations, droits et prérogatives des autres militaires.
Ils portent des galons or, passepoilés d'un drap de distinction de couleur rouge amarante à partir du grade d'adjudant. Leur attribut est un bâton d'Asclépios soutenu par une demi-couronne de chêne et de laurier, or, sur les fourreaux bleu marine utilisés actuellement par tout le service de santé. Ils portaient, jusqu'en 2005, des galons bleus avec un liseré or ou argent, selon leur grade.
Les corps suivis d'un astérisque sont en extinction.
| Galons d'apparence de la hiérarchie militaire générale | Directeur des soins               | Cadre de santé paramédical                 | Psychologue                                             | Sage-femme des hôpitaux*                                            |
| ------------------------------------------------------ | --------------------------------- | ------------------------------------------ | ------------------------------------------------------- | ------------------------------------------------------------------- |
|                                                        | classe exceptionnelle hors classe |                                            |                                                         |                                                                     |
|                                                        | classe normale                    | hors classe                                | hors classe (à partir du 6e échelon)                    |                                                                     |
|                                                        |                                   | cadre supérieur                            | hors classe (1er du 5e échelon)                         | 2e grade (à partir du 5e échelon après 4 ans de grade de capitaine) |
|                                                        |                                   | cadre (après 5 ans de grade de lieutenant) | classe normale (après 4 ans de grade de lieutenant)     | 2e grade (après 5 ans de grade de lieutenant)                       |
|                                                        |                                   | cadre                                      | classe normale (après 1 an de grade de sous-lieutenant) | 2e grade                                                            |
|                                                        |                                   |                                            | classe normale                                          |                                                                     |

| Galons d'apparence de la hiérarchie militaire générale | Infirmier anesthésiste des hôpitaux des armées | Sage-femme des hôpitaux*           | Manipulateurs d’électroradiologie médicale des hôpitaux des armées, orthoptiste des hôpitaux des armées* | Masseur-kinésithérapeute des hôpitaux des armées, orthophoniste des hôpitaux des armées* | Infirmier en soins généraux et spécialisés                         | Infirmier*, masseur-kinésithérapeute*, diététicien, technicien de laboratoire, manipulateur d'électroradiologie* et préparateur en pharmacie | Assistant médico-administratif                                                                       | Technicien hospitalier                                                                       | Aide-soignant                           |
| ------------------------------------------------------ | ---------------------------------------------- | ---------------------------------- | --- | ---------------------------------------------------------------------------------------- | ------------------------------------------------------------------ | --- | --- | -------------------------------------------------------------------------------------------- | --------------------------------------- |
|                                                        | 2e grade 1er grade                             | 1er grade (à partir du 4e échelon) | classe supérieure (à partir du 6e échelon) classe normale (à partir du 9e échelon)                       | classe supérieure (à partir du 5e échelon) classe normale (à partir du 9e échelon)       | 3e grade 2e grade (à partir du 5e échelon)                         | classe supérieure (à partir du 4e échelon)                                                                                                   | classe exceptionnelle (à partir du 3e échelon)                                                       |                                                                                              |                                         |
|                                                        |                                                | 1er grade (du 1er au 3e échelon)   | classe supérieure (du 3e au 5e échelon) classe normale (du 5e au 8e échelon)                             | classe supérieure (du 1er au 4e échelon) classe normale (du 5e au 8e échelon)            | 2e grade (du 1er au 4e échelon) 1er grade (à partir du 5e échelon) | classe supérieure (du 1er au 3e échelon) classe normale (à partir du 6e échelon)                                                             | classe exceptionnelle (1er et 2e échelons) classe supérieure classe normale (à partir du 9e échelon) | supérieur de 1re classe (1er et 2e échelons) supérieur de 2e classe (à partir du 6e échelon) |                                         |
|                                                        |                                                |                                    | classe supérieure (du 1er et 2e échelons) classe normale (du 1er au 4e échelon)                          | classe normale (du 1er au 4e échelon)                                                    | 1er grade (du 2e au 4e échelon)                                    | classe normale (du 3e au 5e échelon) | classe normale (du 5e au 8e échelon)                                                                 | supérieur de 2e classe (du 3e au 5e échelon)                                                 | classe supérieure                       |
|                                                        |                                                |                                    | |                                                                                          | 1er grade (1er échelon)                                            | classe normale (1er et 2e échelons) | classe normale (du 2e au 4e échelon)                                                                 | supérieur de 2e classe (1er et 2e échelons)                                                  | classe normale (à partir du 3e échelon) |
|                                                        |                                                |                                    | |                                                                                          |                                                                    | | classe normale (1er échelon)                                                                         | technicien hospitalier                                                                       | classe normale (1er et 2e échelons)     |

| Élève-MITHA de troisième année de cursus | Élève-MITHA de deuxième année de cursus | Élève-MITHA de première année de cursus |
| ---------------------------------------- | --------------------------------------- | --------------------------------------- |
|                                          |                                         |                                         |

### Volontaires du service de santé des armées (VSSA)
Les volontaires du service de santé des armées occupent des emplois de brancardier, aide secrétaire, agent d’accueil et de standard, conducteur, agent d’exploitation, aide magasinier et assistant en recherche. Les emplois médicaux et paramédicaux ne leur sont pas accessibles. Ils suivent une formation militaire initiale avec les volontaires militaires du rang de l’armée de l’air à Saintes. Recrutés comme soldat, ils peuvent progresser jusqu’au grade d’aspirant. Les grades sont les suivants :
- Aspirant
- Sergent
- Caporal-chef
- Caporal
- Soldat de 1re classe
- Soldat

## Service du commissariat des armées (SCA)

### Commissaires des armées
Depuis le 1er janvier 2013, le corps des commissaires des armées constitue l'unique corps du service du commissariat des armées. Il se substitue aux trois corps des commissaires de l'Armée de terre, de la Marine et de l'Armée de l'air. Le 1er janvier 2016, les officiers des corps techniques et administratifs de l'armement et du service de santé des armées ont été affectés d'office dans le corps des commissaires des armées.
L'appellation réglementaire est monsieur le ou madame le suivi du grade sans mention d'une éventuelle classe.
La hiérarchie de ce corps est la suivante:
- Commissaire général hors classe
- Commissaire général de 1re classe
- Commissaire général de 2e classe
- Commissaire en chef de 1re classe
- Commissaire en chef de 2e classe
- Commissaire principal
- Commissaire de 1re classe
- Commissaire de 2e classe
- Commissaire de 3e classe
- Commissaire aspirant

### Aumôniers militaires
Les aumôniers militaires détiennent le grade unique d'aumônier militaire, sans correspondance de rang avec la hiérarchie militaire générale (par souci de simplicité et de modestie, on dit généralement que l'aumônier a le grade de son interlocuteur). Ils sont cependant assimilés à des officiers. En fonction des responsabilités exercées, ils reçoivent en outre diverses dénominations, sur décision du ministre de la Défense.
Depuis le 1er janvier 2012, les aumôniers militaires sont rattachés au service du commissariat des armées.
Réglementairement, on les appelle « Monsieur l'aumônier ».
Dans la pratique, les appellations familières varient selon la confession religieuse et la structure où s'exerce la mission :
- l'aumônier catholique, quand il est prêtre, est souvent appelé « Padre » (appellation à l'origine réservée aux aumôniers parachutistes mais qui s'est « répandue » par la suite) ; ou, plus communément, « Mon père » ;
- les aumôniers embarqués de la Marine nationale reçoivent traditionnellement à bord le titre de « Monseigneur[N 4] » ou de « Bohut[N 5] » ;
- les élèves des lycées et classes préparatoires militaires qualifient, selon les lieux, leurs aumôniers de « Marab » (appellation propre au Prytanée national militaire[N 6]), « Bohut »[N 5], « Babasse », etc. ;
- les aumôniers protestants sont souvent appelés « Pasteur » ;
- les aumôniers israélites « Monsieur le rabbin » ;
- l'aumônerie musulmane étant de création récente, il semble que ses aumôniers n'ont pas encore reçu d'appellation familière.

Leur insigne de grade est, pour l'Armée de terre, la Gendarmerie nationale et les services communs, un rameau d'olivier stylisé, porté en barrette, or ou argent selon leur statut ou leur fonction, encadré ou non selon leur fonction, porté :
- avec l'insigne de l'aumônerie du culte concerné pour l'Armée de terre (croix pour les aumôniers catholiques et protestants, tables de la loi pour les israélites, croissant pour les musulmans) ;
- avec la grenade « bois de cerf » or surmontée de deux chevrons pour la Gendarmerie nationale.

Les aumôniers de Marine portent une ancre chargée de l'insigne de culte, ceux de l'Armée de l'air l'insigne de culte et l'épervier de cette armée.
| Appellations                                                       | Armée de terre services communs | Marine nationale | Armée de l'air | Gendarmerie nationale |
| Aumônier militaire en chef                                         |                                 |                  |                |                       |
| Aumônier militaire en chef adjoint                                 |                                 |                  |                |                       |
| Aumônier militaire de zone de Défense                              |                                 |                  |                |                       |
| Aumônier militaire                                                 |                                 |                  |                |                       |
| Laïc - aumônier militaire aumônerie catholique de l'Armée de terre |                                 |                  |                |                       |
| Aumônier militaire de réserve                                      |                                 |                  |                |                       |

## Direction générale de l'Armement (DGA)

### Officiers des corps de l'armement
La DGA offre la particularité d'avoir deux corps d’officiers distincts, celui des ingénieurs de l’armement (IA) et celui des ingénieurs des études et techniques de l’armement (IETA). Jusqu'au 1er janvier 2016, il existait un troisième corps, le corps des officiers du corps technique et administratif de l’armement (OCTAA) dont tous les officiers ont été admis dans le corps des commissaires des armées à cette date au plus tard. L'appellation réglementaire est monsieur le ou madame le suivi du grade sans faire mention de la classe éventuelle.
Au niveau de la tenue, les différents corps sont différenciés par l'ajout de parements de différentes couleurs encadrant le ou les galons sur les manchons et sur le bas des manches des vestes et des manteaux :
- IA : noir ;
- IETA : gris plomb.

Les OCTAA portaient des parements bleu azur.
À noter que les attentes des officiers généraux reprennent la couleur de leur corps d'appartenance contrairement à celles des autres officiers qui ne portent aucune marque de distinction.
| Grade / Corps                                                                           | Ingénieurs de l'armement | Ingénieurs des études et techniques de l'armement |
| --------------------------------------------------------------------------------------- | ------------------------ | ------------------------------------------------- |
| Ingénieur général de classe exceptionnelle                                              |                          |                                                   |
| Ingénieur général hors classe                                                           |                          |                                                   |
| Ingénieur général de 1re classe                                                         |                          |                                                   |
| Ingénieur général de 2e classe                                                          |                          |                                                   |
| Ingénieur en chef de 1re classe (IETA) Ingénieur en chef (IA de plus de 2 ans de grade) |                          |                                                   |
| Ingénieur en chef de 2e classe (IETA) Ingénieur en chef (IA de moins de 2 ans de grade) |                          |                                                   |
| Ingénieur principal                                                                     |                          |                                                   |
| Ingénieur                                                                               | (4e au 9e échelon)       | (6e au 10e échelon)                               |
| Ingénieur                                                                               | (2e et 3e échelons)      | (2e au 5e échelon)                                |
| Ingénieur                                                                               | (1er échelon)            | (1er échelon)                                     |
| Aspirant (Élèves en première année de l'ENSTA Bretagne)                                 |                          |                                                   |

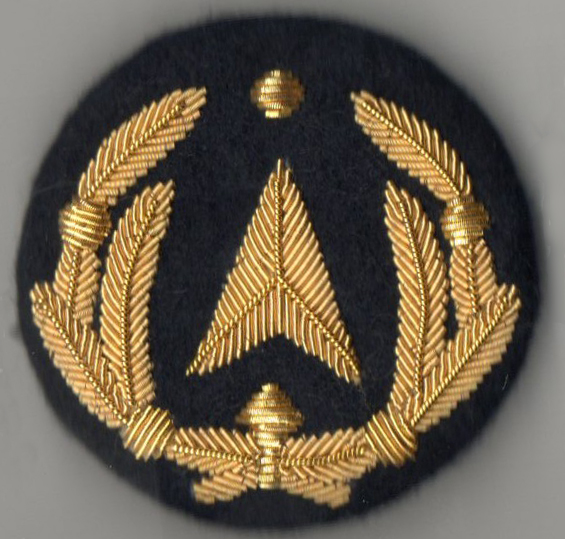
Macaron de casquette et de tricorne des officiers des corps de l'armement.

À l'instar de la marine et de l'armée de l'air, les insignes de grade se portent de diverses manières:
- galons de manches pour la veste, la vareuse et le manteau ;
- galons d'épaules pour la chemise, la chemisette, la veste blanche et le pull.

Il existe quatre sortes de coiffe pour les officiers des corps de l'armement:
- la casquette pour le personnel masculin, composée d'une coiffe blanche, d'un macaron style DGA en cannetille or, d'un bandeau bleu marine, d'une milanaise dorée et de deux petits boutons dorés. Le bandeau reprenant les galons du grade associé sauf pour les officiers généraux pour qui celui comporte un motif brodé de feuilles de chêne et de gui ;
- le tricorne pour le personnel féminin, composé d'une coiffe blanche, d'un macaron style DGA en cannetille or et d'un insigne métallique de grade sauf pour les officiers généraux qui ont un motif en cannetille or figurant deux rangs de feuilles de chêne et de gui brodé sur les revers de celui-ci;
- le bonnet de police en drap bleu marine, comportant un insigne métallique doré style DGA et un insigne métallique de grade;
- le béret en laine bleu foncé, comportant un insigne métallique doré style DGA.

Le macaron, hors officiers généraux, et l'insigne métallique style DGA sont composés de deux branches croisés de trois feuilles de laurier et cinq points disposés au sommet d'un pentagone régulier entourant un motif géométrique dérivé de ce polygone. Le macaron des officiers généraux reprend les mêmes éléments sauf que le point supérieur est supprimé, le motif géométrique rehaussé et il comporte autant d'étoiles métalliques que nécessaire.

## Service de l'énergie opérationnelle (SEO)
Le service de l'énergie opérationnelle (SEO) comporte des militaires du rang (engagés volontaires du SEO), deux corps de sous-officiers (sous-officiers du service des essences des armées et sous-officiers du soutien pétrolier) et deux corps d'officiers (ingénieurs militaires des essences et officiers logisticiens des essences). Les officiers sont désignés par le terme de monsieur le ou madame le suivi du grade alors que les autres personnels reçoivent les appellations de la hiérarchie militaire générale.

### Ingénieurs militaires des essences
Les ingénieurs militaires des essences constituent un corps d'officiers du service des essences des armées ayant la particularité de n'avoir que des officiers supérieurs ou généraux. Leur hiérarchie est la suivante :
- Ingénieur général hors classe
- Ingénieur général de 1re classe
- Ingénieur général de 2e classe
- Ingénieur en chef de 1re classe
- Ingénieur en chef de 2e classe
- Ingénieur principal

Les ingénieurs militaires des essences sont différenciés par l'ajout de parements noirs encadrant les marques de grade.

### Officiers logisticiens des essences
Le corps des officiers logisticiens des essences remplace depuis le 1er janvier 2015 le corps des officiers du corps technique et administratif du service des essences des armées. La hiérarchie est similaire à la hiérarchie militaire générale et comporte les grades suivants :

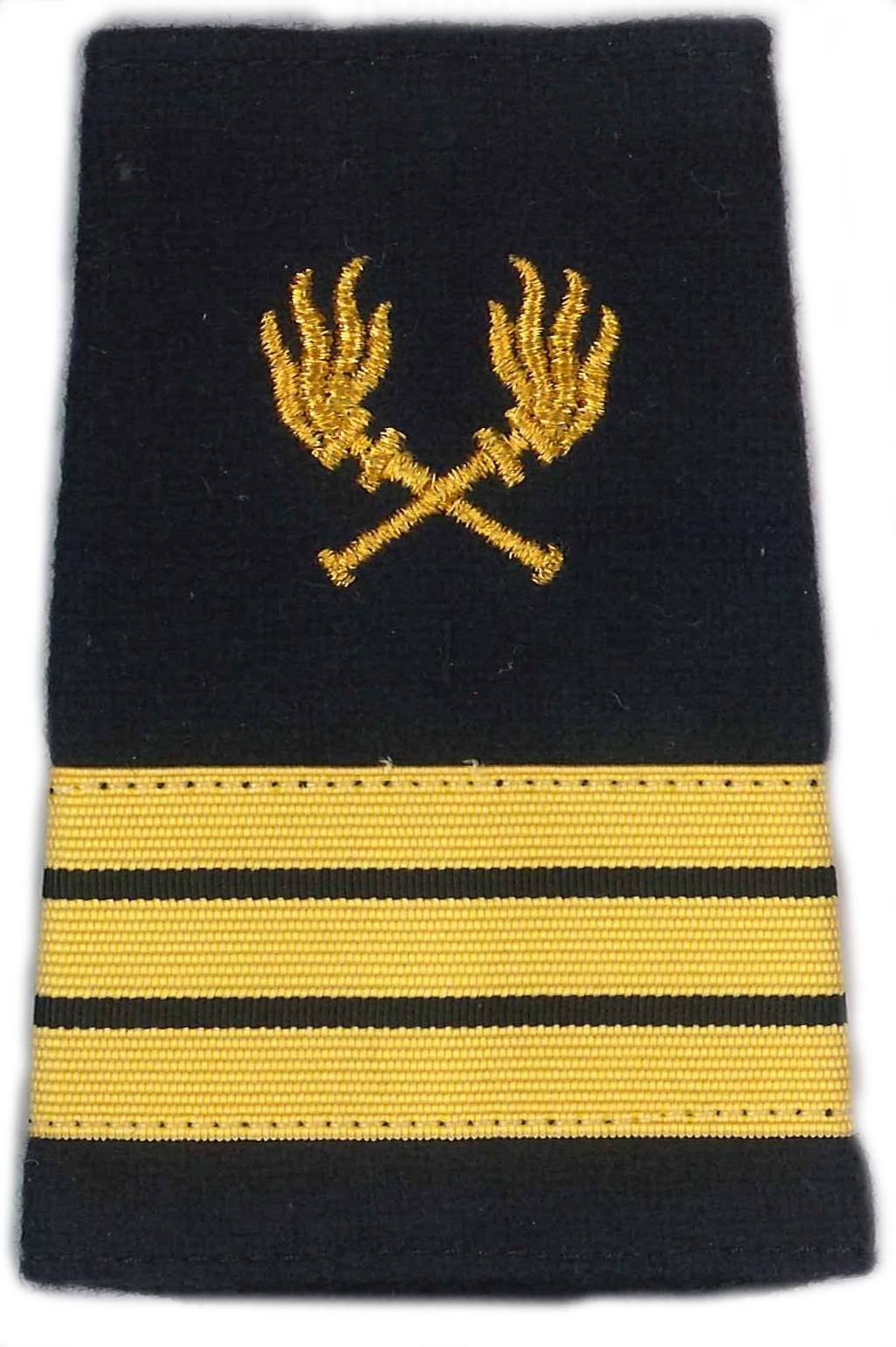
Fourreau d'épaule de capitaine du SEO.

- Général de division
- Général de brigade
- Colonel
- Lieutenant-colonel
- Commandant Fourreau d'épaule de capitaine du SEO.
- Capitaine
- Lieutenant
- Sous-lieutenant

### Sous-officiers du service de l'énergie opérationnelle
Les sous-officiers du service de l'énergie opérationnelle constituent un corps de sous-officiers ayant une hiérarchie particulière:
- Major
- Agent technique en chef
- Agent technique
- Élève agent technique

Précédemment ces sous-officiers constituaient les corps des agents techniques des poudres et des essences. Les grades progressifs étaient, agent technique de 3e classe, agent technique de 2e classe, agent technique de 1re classe, agent technique principal de 3e classe, agent technique principal de 2e classe, agent technique principal de 1re classe,.

### Sous-officiers de spécialité «soutien pétrolier»
Les sous-officiers de spécialité « soutien pétrolier » ne constituent pas un corps à proprement parler. Ils appartiennent au corps des sous-officiers de l'Armée de terre mais sont employés par le service de l'énergie opérationnelle. Leur hiérarchie est donc strictement identique à la hiérarchie militaire générale :
- Major
- Adjudant-chef
- Adjudant
- Maréchal des logis-chef
- Maréchal des logis

### Engagés volontaires du service de l'énergie opérationnelle
- Brigadier-chef de 1re classe
- Brigadier-chef
- Brigadier
- Conducteur de 1re classe
- Conducteur

## Service d'infrastructure de la Défense (SID)
Le service d'infrastructure de la Défense (SID) est composé d'un unique corps d'officiers, celui des ingénieurs militaires d'infrastructure de la Défense.

### Ingénieurs militaires d'infrastructure de la Défense

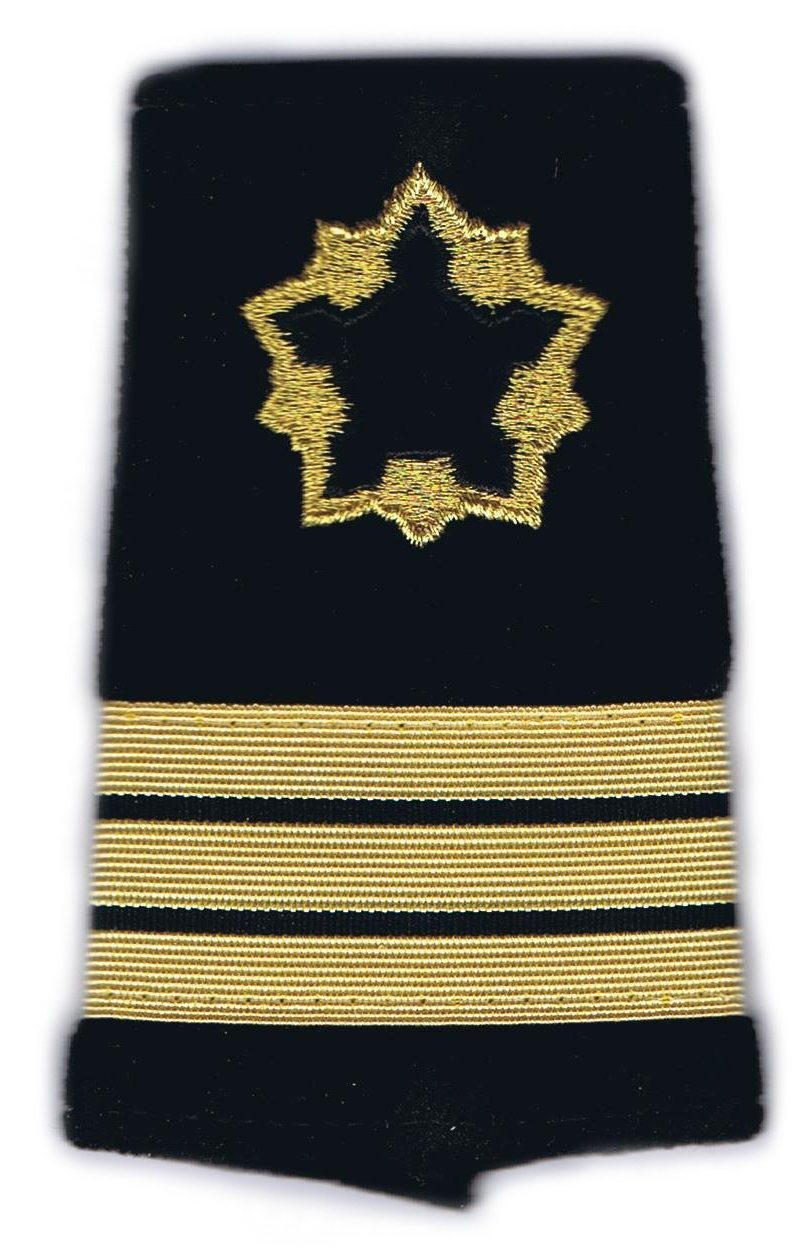
Ingénieur militaire d'infrastructure.

- Ingénieur général hors classe
- Ingénieur général de 1re classe
- Ingénieur général de 2e classe
- Ingénieur en chef de 1re classe
- Ingénieur en chef de 2e classe
- Ingénieur principal
- Ingénieur (échelon 6 à 10)
- Ingénieur (échelon 2 à 5)
- Ingénieur (1er échelon)
- Aspirant.
- Élève-officier.

## Contrôle général des armées
Le corps du contrôle général des armées (CGA), directement rattaché au ministre de la Défense, est chargé de vérifier au sein du ministère et dans les organismes placés sous sa tutelle l’application des textes législatifs et réglementaires et le bon usage des deniers publics. Il est commandé par un contrôleur général des armées, mais possède une hiérarchie propre afin qu’il puisse exercer sa mission en dehors de toute subordination hiérarchique vis-à-vis des organismes qu’il contrôle. Il a en outre en charge l’inspection des ICPE (installations classées pour la protection de l’environnement) et l'inspection du travail des établissements appartenant au ministère de la Défense ou sous sa tutelle.
La hiérarchie propre du corps militaire du contrôle général des armées ne comporte aucune assimilation avec les grades des autres corps d’officiers.
- Contrôleur général des armées - CGA
- Contrôleur des armées - CDA
- Contrôleur adjoint des armées - CAA

## Service de la Justice militaire
Le service de la justice militaire (SJM) constitue la plus petite formation rattachée du ministère des armées. Il est rattaché à la Direction des affaires juridiques (DAJ) et dépend du secrétariat général pour l'administration, son grand employeur.
Il se compose de militaires de carrières, commis greffiers et officiers greffiers, ainsi que de magistrats du corps judiciaire placés en position de détachement pour exercer des fonctions à l'administration centrale de la justice militaire.

### Magistrats du corps judiciaire
Les grades ci-dessous correspondent aux grades d'assimilation attribués aux magistrats du corps judiciaire.
En temps de guerre ou dans le cas de mobilisation, ces magistrats sont, pour les besoins de ces services, mobilisés en qualité d'assimilés spéciaux du service de la justice militaire.
- Magistrat général (MGAL - Général de brigade)
- Magistrat militaire de 1re classe (MCOL - colonel)
- Magistrat militaire de 2e classe (MLCL - lieutenant-colonel)
- Magistrat militaire de 3e classe (MCDT - commandant)
- Magistrat militaire adjoint (capitaine)

### Officiers greffiers et commis greffiers

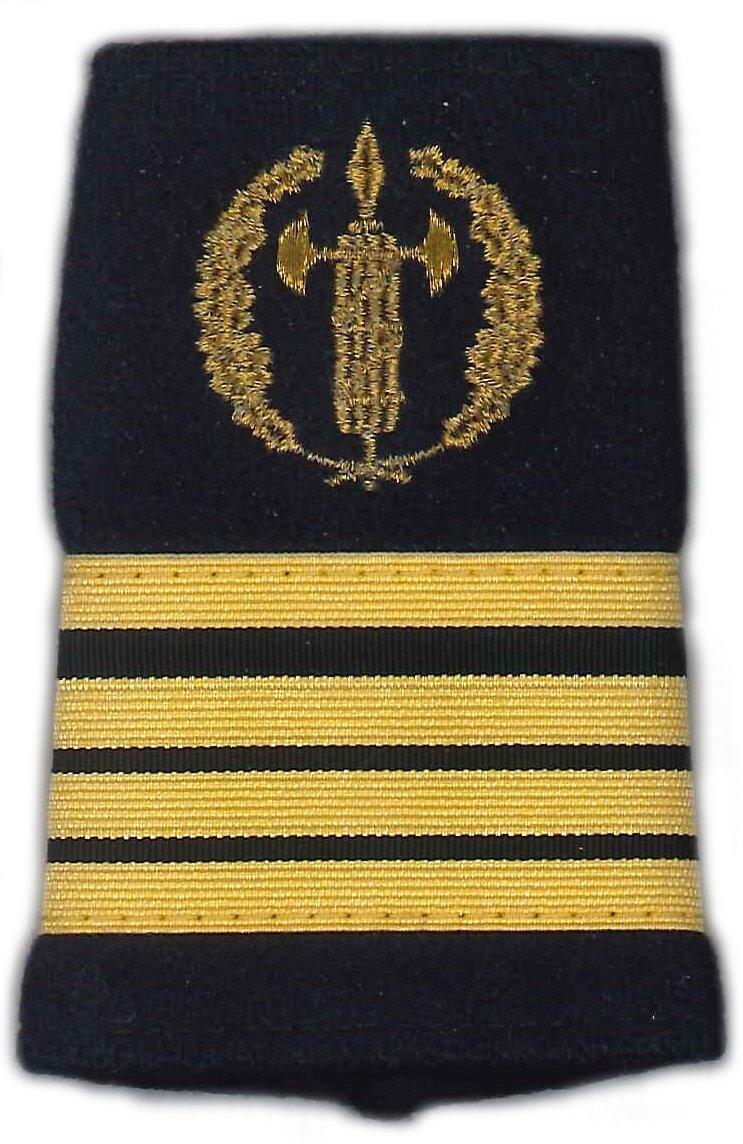
Fourreau d'épaule d'officier greffier principal.

Les officiers greffiers et les commis greffiers (sous-officiers) du Service de la justice militaire sont des militaires de carrière qui exercent des fonctions d'auxiliaires de justice. Leurs grades sont les suivants :
- Officier greffier en chef (OGC - lieutenant-colonel)
- Officier greffier principal (OGP - commandant) Fourreau d'épaule d'officier greffier principal.
- Officier greffier de 1re classe (OG1 - capitaine)
- Officier greffier de 2e classe (OG2 - lieutenant)
- Commis greffier de 1re classe (CG1 - adjudant-chef)
- Commis greffier de 2e classe (CG2 - adjudant)

Ces militaires exercent leurs fonctions tant au ministère de la justice qu'au ministère des armées. Dans le premier cas, ils tiennent des fonctions de greffiers dans un pôle affaires pénales militaires mais peuvent également tenir des fonctions dans un autre service pénal et, dans le second, au profit des différentes armées.
Le service de la justice militaire dispose, en outre, d'une gestion propre de ses personnels ainsi que d'un service d'archives des juridictions militaires dissoutes.
Les officiers et commis greffiers sont également chargés, en temps de guerre, sous l'autorité des commissaires du Gouvernement, de la gestion administrative des juridictions des Forces armées.

## Musique

### Chefs de musique
Les chefs de musique forment un corps d'officiers ayant pour vocation d'instruire et de diriger les formations musicales des armées et de la Gendarmerie. Leur hiérarchie est la suivante :
- Chef de musique de classe exceptionnelle (équivalent à colonel) ;
- Chef de musique hors classe (équivalent à lieutenant-colonel) ;
- Chef de musique principal (équivalent à commandant) ;
- Chef de musique de 1re classe (équivalent à capitaine) ;
- Chef de musique de 2e classe (équivalent à lieutenant).

### Sous-chefs de musique
Les sous-chefs de musique forment un corps de sous-officiers ayant pour vocation à participer à l'instruction et à l'encadrement des formations musicales des armées et de la Gendarmerie. Leur hiérarchie est la suivante :
- Major sous-chef de musique (équivalent à major) ;
- Sous-chef de musique de 1re classe (équivalent à adjudant-chef) ;
- Sous-chef de musique de 2e classe (équivalent à adjudant).

## À propos

### Corps éteints
Les réorganisations successives du ministère de la Défense ainsi que l'interarmisation croissante ont fait disparaître un certain nombre de corps et de grades associés en particulier dans le domaine du soutien administratif. Le personnel appartenant à un de ces corps est reversé dans un autre corps soit nouvellement créé soit déjà existant.
- corps des agents techniques des poudres (remplacé par le corps des sous-officiers du service des essences des armées[21]);
- corps des agents techniques des essences (remplacé par le corps des sous-officiers du service des essences des armées[22]);
- corps des ingénieurs des études et techniques de travaux maritimes (remplacé par le corps des ingénieurs militaires d'infrastructure de la Défense[23]);
- corps des commissaires de l'Armée de terre (remplacé par le corps des commissaires des armées[13]);
- corps des commissaires de la Marine (remplacé par le corps des commissaires des armées[13]);
- corps des commissaires de l'air (remplacé par le corps des commissaires des armées[13]);
- corps des officiers du corps technique et administratif de la Marine (intégré au corps des commissaires des armées[13] et au corps des officiers spécialisés de la Marine[30]);
- corps des officiers du corps technique et administratif du Service des essences des armées (remplacé par le corps des officiers logisticiens des essences[19]);
- corps des officiers du corps technique et administratif du Service de santé des armées (intégré au corps des commissaires des armées[13]);
- corps des officiers du corps technique et administratif de l’armement (intégré au corps des commissaires des armées[13]);
- corps des officiers du corps technique et administratif des affaires maritimes (intégré au corps des administrateurs des Affaires maritimes[31]).

### Anciens grades
- Général commandant la place de Paris : rang accordé dans la première moitié du XXe siècle au général de division commandant Paris. Il avait rang juste après les maréchaux.
- Maréchal-Général : titre honorifique donnant une préséance sur les autres maréchaux de France. Seulement sept maréchaux de France sur 342 portèrent ce titre: Charles de Gontaut-Biron (1562-1602), François de Bonne de Lesdiguières (1543-1626), Henri de La Tour d'Auvergne, vicomte de Turenne (1611-1675), Claude Louis Hector de Villars (1653-1734), Maurice de Saxe (1696-1750), Victor-François, duc de Broglie (1718-1804) Nicolas Jean-de-Dieu Soult (1769-1851).
- Amiral de la flotte : titre créé le 6 juin 1939 pour l’Amiral François Darlan (alors chef de la Marine), qui fut le seul à porter ce titre, afin qu’il ne se trouve pas en position inférieure, au point de vue protocolaire, vis-à-vis de son homologue britannique (en effet, ce dernier portait le grade d’Admiral of the fleet, supérieur à celui d'amiral).
- Brigadier : fonction normalement occupée par un colonel ou lieutenant-colonel. Alors non considéré comme officier général mais prenant le pas sur les colonels alors mestres de camp. Un Brigadier commandait plusieurs camps et était sous l'autorité du « maréchal de camp » aujourd'hui général de brigade. Ce grade est apparu le 8 juin 1657 et a disparu lors du Règlement de 1776 puis à la Révolution. Sa distinction : une étoile sur les épaulettes du grade actuel (colonel ou lieutenant-colonel).
- Adjudant-général : sous le Premier Empire, grade compris entre celui de colonel et de général de brigade. Cet officier portant feuilles de chêne, mais sans étoile, occupait les fonctions de chef d'état-major au sein des divisions et brigades.
- Sergent-major ou Maréchal des logis-major : ces grades furent créés en 1776. Ils étaient les sous-officiers les plus gradés dans les compagnies d'infanterie et cavalerie. Ils existaient jusqu’en 1972 et la réforme des grades et distinctions. Le grade de maître dans la marine était assimilé à celui de sergent major. Les maîtres de la marine portaient alors le sabre.
  -  Sergent-major
  -  Maréchal des logis-major
- Sergent, Maréchal des logis, Second maître « appelés[N 7] ». Ces grades existaient avant la professionnalisation des armées en 2001. Le grade actuel de sergent (deux chevrons) était appelé « sergent de carrière ». Ce terme a disparu, remplacé par « sergent ADL » dans les années 1980 (un chevron + liseré en forme de chevron sur le dessus, galon porté actuellement par les sergents élèves sortant de l'ENSOA), du fait que les militaires au grade de sergent ne pouvaient être qu'engagés, ne passant de carrière qu'à partir de celui de sergent-chef.
  -  Sergent « appelé[N 7] »
  -  Maréchal des logis « appelé[N 7] » Galon actuellement porté par les sergents et maréchaux des logis volontaires des armées.
- Jusqu’au 1er juillet 1974, le grade de « second maître » était subdivisé en 2 classes. La marque de grade du « second maître de 2e classe » était représentée par un seul chevron doré ; seul le grade de « second maître de 1re classe », dont l'insigne correspond à 2 chevrons dorés, a été conservé, prenant son titre actuel de « second maître ».
  -  Second maître de 2e classe ou très rarement second maître « Pendant Durée Légale » (appelé[N 7]  pendant le service national, souvent des instituteurs). Ce grade ancien, initialement porté sur la tenue de matelot ou quartier-maître avant de l'être sur la tenue d'officier marinier, fut porté jusqu'à la récente professionnalisation des armées (suspension de la conscription, loi no 97-1019 portant réforme du service national le 8 novembre 1997).
  - Second maître de 1re classe ou plus récemment second maître « Après Durée Légale ». Ce grade exista jusqu'à la réforme des grades de la Marine au milieu des années 1970[32].
- Quartier-maître de plus de 10 ans de service, souvent dénommé « quartier-maitre-chef de carrière » ou « quartier-maitre-mexicain » ce grade permettait de distinguer des quartiers-maitres de 1re classe anciens des spécialités ouvrières (cordonnier par exemple) qui n'accédaient pas au corps des officiers-mariniers ; portant la tenue d'officier marinier, souvent présidents des postes de quartiers-maîtres lorsqu'ils existaient, ils pouvaient dans certains contextes être traités comme des officiers mariniers subalternes.[réf. souhaitée]
- Fourrier : ce grade de sous-officier fut créé en 1758. Il était le quartier-maître de la compagnie. Sous l'Ancien Régime il comptait comme dernier sergent de la compagnie.

### Féminisation des grades
Le Conseil d’État estime qu’« il n’est pas contraire aux textes statutaires régissant le corps des contrôleurs des armées d’utiliser le cas échéant des termes féminisés pour désigner les membres de ce corps ; qu’une telle utilisation de termes féminisés est sans incidence sur la légalité de l’arrêté dont la modification est demandée, dès lors qu’elle n’emporte aucune ambiguïté quant au grade de la requérante ; que la féminisation des termes désignant le grade ou l’emploi occupé par une femme ne saurait être regardée comme une méconnaissance du principe constitutionnel d’égalité ».
La féminisation des grades n’est pas appliquée dans la Marine nationale, que ce soit pour l’appellation officielle, comme pour le surnom, pour des raisons évidentes. Par exemple, le grade de « Premier maître » féminisé en « Première maîtresse » serait inacceptable en raison de l'altération sémantique induite. Néanmoins, le terme familier de « marinette » peut être employé pour désigner les équipages et officiers mariniers féminins, et ceci sans aucune connotation péjorative.
En revanche, la Commission générale de terminologie et de néologie comme l’Académie française ont estimé que l'usage du masculin devait être la règle.